# Матёра (Архангельская область)
Матёра — хутор в Холмогорском районе Архангельской области.

## География
Находится в центральной части Архангельской области на расстоянии приблизительно 8 км на север по прямой от административного центра района села Холмогоры на правом берегу реки Северная Двина.

## История
Отмечался в 1939 году как поселок Ухтостровского сельсовета. До 2022 года входил в Ухтостровское сельское поселение до его упразднения.

## Население
Численность населения: 7 человек (русские 100 %) в 2002 году, 9 в 2010.